# Supersypnoides missionaria
Supersypnoides missionaria là một loài bướm đêm trong họ Noctuidae.